# Communauté de communes de la Vallée de Munster
La communauté de communes de la Vallée de Munster (CCVM) est une communauté de communes créée en 1996, dont le territoire coïncide avec celui du canton de Munster (Haut-Rhin, Grand Est, France).
Par convention, la commune de Walbach (canton de Wintzenheim) a été associée ponctuellement à la politique intercommunale de la communauté de communes de la Vallée de Munster jusqu'en décembre 2011.

## Histoire

### La Communauté du Val Saint-Grégoire
En 1235, l’abbaye de Munster cède à Frédéric II en échange de la protection impériale tous les droits et taxes que celui-ci ne possédait pas déjà sur dix villages de la vallée de Munster : Munster, Muhlbach, Metzeral, Breitenbach, Sondernach, Stosswihr, Soultzeren, Hohrod et Luttenbach. Relevant désormais directement de l’Empire, ils forment une entité unique, la Communauté du Val Saint-Grégoire. Dans les faits, la commune est en grande partie contrôlée par Munster, qui devient ville d’Empire en 1287.
Cette prééminence de Munster suscite progressivement des tensions au sein de la communauté au cours de l’époque moderne. Celles-ci atteignent leur paroxysme pendant la Révolution, lorsque le 25 juillet 1789 les habitants des villages prennent d’assaut l’hôtel de ville de Munster. Cet événement n’entraîne toutefois pas la fin de la communauté : bien que les différents villages deviennent des communes ayant chacune son maire, elles restent liées avec Munster, dont le maire est automatiquement nommé maire-président de la communauté. La communauté est finalement dissoute en 1847.

### Le SIVOM du canton de Munster
Le syndicat intercommunal à vocation multiple du canton de Munster est créé en 1972. D’après ses statuts, son but est de « promouvoir l’essor du canton dans les domaines de l’économie, de l’infrastructure, du tourisme, de l’environnement et de tout autre domaine pouvant intéresser toutes ou certaines communes du canton ». Les statuts sont modifiés le 26 février 1979 afin de changer la répartition des charges entre les communes membres, puis en 1992 afin de permettre à la commune de Walbach d’adhérer uniquement pour la compétence assainissement. Dans le même temps, la structure est renommée « SIVOM de la Vallée de Munster ».

### La communauté de communes de la Vallée de Munster
Le 30 mai 1996, le SIVOM est transformé en communauté de communes, sous le de « Communauté de communes de la Vallée de Munster ». Cette nouvelle structure remplace à la fois l’ancien SIVOM et le syndicat intercommunal du collège et du lycée de la Vallée de Munster, un syndicat intercommunal à vocation unique contribuant au fonctionnement des établissements d’enseignement secondaire de la vallée. Le siège est déplacé le 29 juin 2013 dans les bâtiments de l’ancienne Realschule de Munster, rue Sébastopol.

## Territoire communautaire

### Composition
La communauté de communes est composée des 16 communes suivantes :

| Nom                     | Code Insee | Gentilé         | Superficie (km2) | Population (dernière pop. légale) | Densité (hab./km2) |
| ----------------------- | ---------- | --------------- | ---------------- | --------------------------------- | ------------------ |
| Munster (siège)         | 68226      |                 | 8,64             | 4 709 (2022)                      | 545                |
| Breitenbach-Haut-Rhin   | 68051      |                 | 9,27             | 811 (2022)                        | 87                 |
| Eschbach-au-Val         | 68083      |                 | 4,84             | 377 (2022)                        | 78                 |
| Griesbach-au-Val        | 68109      | Griesbachois    | 4,73             | 682 (2022)                        | 144                |
| Gunsbach                | 68117      | Gunsbachois     | 6,18             | 864 (2022)                        | 140                |
| Hohrod                  | 68142      |                 | 5,49             | 358 (2022)                        | 65                 |
| Luttenbach-près-Munster | 68193      | Luttenbachois   | 7,86             | 774 (2022)                        | 98                 |
| Metzeral                | 68204      | Metzeralois     | 30,43            | 1 051 (2022)                      | 35                 |
| Mittlach                | 68210      |                 | 11,39            | 340 (2022)                        | 30                 |
| Muhlbach-sur-Munster    | 68223      |                 | 7,88             | 817 (2022)                        | 104                |
| Sondernach              | 68311      |                 | 24,72            | 593 (2022)                        | 24                 |
| Soultzbach-les-Bains    | 68316      |                 | 7,06             | 727 (2022)                        | 103                |
| Soultzeren              | 68317      | Soultzerinois   | 18,37            | 1 152 (2022)                      | 63                 |
| Stosswihr               | 68329      |                 | 26,4             | 1 328 (2022)                      | 50                 |
| Wasserbourg             | 68358      | Wasserbourgeois | 9,47             | 467 (2022)                        | 49                 |
| Wihr-au-Val             | 68368      | Wihriens        | 12,54            | 1 208 (2022)                      | 96                 |

EPCI limitrophes

### Démographie
En 2022, la population de la communauté de communes est de 16 258 habitants. Celle-ci apparaît relativement stable sur les cinquante dernières années, puisqu’elle était de 15 303 habitants en 1975. Cette apparente stabilité masque néanmoins une phase de croissance entre 1975 et 2006 suivi d’une tendance à la baisse depuis cette date. Le taux de natalité a également fortement chuté, passant de 13,8 % en 1968 à 8 % en 2022, accompagnée d’une baisse plus modéré du taux de mortalité, de 14,7 à 11,1 %. La pyramide des âges est de fait marquée par le vieillissement de la population : les plus de 60 ans représentent 33,8 %, alors qu’ils n’étaient que 25,9 % en 2011 ; à l’inverse, les moins de 14 ans sont passés de 17,2 % en 2011 à 14,6 % en 2022.
| 1968   | 1975   | 1982   | 1990   | 1999   | 2006   | 2011   | 2016   | 2022   |
| ------ | ------ | ------ | ------ | ------ | ------ | ------ | ------ | ------ |
| 15 323 | 15 303 | 14 726 | 15 097 | 16 194 | 16 818 | 16 687 | 16 228 | 16 258 |

## Administration

### Siège
Le siège de la communauté de communes est à Munster, 9 rue Sébastopol.

### Tendances politiques
| Commune                 | Maire                | Étiquette | Étiquette |
| ----------------------- | -------------------- | --------- | --------- |
| Breitenbach-Haut-Rhin   | Monique Hans         |           | SE        |
| Eschbach-au-Val         | Norbert Schickel     |           | DVD       |
| Griesbach-au-Val        | Angelo Romano        |           | SE        |
| Gunsbach                | André Tingey         |           | DVD       |
| Hohrod                  | Matthieu Bonnet      |           | SE        |
| Luttenbach-près-Munster | Bernard Rheinheimer  |           | SE        |
| Metzeral                | Denise Buhl          |           | MoDem     |
| Mittlach                | Bernard Zinglé       |           | DVD       |
| Muhlbach-sur-Munster    | Patrick Althusser    |           | DVD       |
| Munster                 | Pierre Dischinger    |           | DVD       |
| Sondernach              | Thierry Bessey       |           | SE        |
| Soultzbach-les-Bains    | Jean Ellminger       |           | SE        |
| Soultzeren              | Philippe Breschbühl  |           | SE        |
| Stosswihr               | Daniel Thomen        |           | SE        |
| Wasserbourg             | Jean-François Kabucz |           | SE        |
| Wihr-au-Val             | Gabriel Burgard      |           | UDI       |

### Conseil communautaire
Les 36 conseillers titulaires sont ainsi répartis selon le droit commun comme suit : 
| Nombre de délégués | Communes |
| ------------------ | --- |
| 9                  | Munster |
| 2                  | Breitenbach-Haut-Rhin, Griesbach-au-Val, Gunsbach, Luttenbach-près-Munster, Metzeral, Muhlbach-sur-Munster, Sondernach, Soultzbach-les-Bains, Soultzeren, Stosswihr, Wasserbourg, Wihr-au-Val. |
| 1                  | Eschbach-au-Val, Hohrod, Mittlach. |

### Élus
La communauté de communes est administrée par son conseil communautaire constitué en 2020 de 36 conseillers communautaires, qui sont des conseillers municipaux représentant chacune des communes membres.
À la suite des élections municipales de 2020 dans le Haut-Rhin, le conseil communautaire du 9 juillet 2020 a réélu son président, Norbert Schickel, maire d'Eschbach-au-Val, ainsi que ses 7 vice-présidents. À cette date, la liste des vice-présidents est la suivante : 
|     | Attributions                                       | Identité             | Qualité                                            |
| --- | -------------------------------------------------- | -------------------- | -------------------------------------------------- |
| 1re | Tourisme                                           | Denise Buhl          | Maire de Metzeral, conseillère régionale           |
| 2e  | Cadre de vie                                       | Pierre Dischinger    | Maire de Munster                                   |
| 3e  | Culture, jeunesse et vie associative               | Monique Martin       | Adjointe au maire de Munster, conseillère d'Alsace |
| 4e  | Piscine, sports et vie scolaire                    | Gabriel Burgard      | Maire de Wihr-au-Val                               |
| 5e  | Finances, administration générale et mutualisation | Daniel Thomen        | Maire de Stosswihr                                 |
| 6e  | Économie, agriculture, emploi et formation         | Bernard Reinheimer   | Maire de Luttenbach                                |
| 7e  | Environnement                                      | Jean-François Kabucz | Maire de Wasserbourg                               |

Ensemble, ils forment le bureau communautaire pour la période 2020-2026.

### Liste des présidents
| Période                                    | Période                       | Identité                     | Étiquette      | Qualité                                                                               |
| ------------------------------------------ | ----------------------------- | ---------------------------- | -------------- | ------------------------------------------------------------------------------------- |
| Syndicat intercommunal à vocation multiple |                               |                              |                |                                                                                       |
| 1972                                       | 23 avril 1986                 | Alfred Monhardt (1928-1987)  | DVD puis UDF   | Maire de Soultzeren Conseiller général du canton de Munster (1967 → 1987)             |
| 23 avril 1986                              | 3 juillet 1995                | Antoine Boithiot (1939-2021) | DVD (app. UDF) | Maire de Mittlach (1983 → 2001) Conseiller général du canton de Munster (1992 → 2004) |
| 3 juillet 1995                             | 5 juin 1996                   | Marc Georges (1947- )        | RPR            | Maire de Munster (1995 → 2008)                                                        |
| Communauté de communes                     |                               |                              |                |                                                                                       |
| 5 juin 1996                                | 14 avril 2008                 | Marc Georges (1947- )        | RPR puis UMP   | Maire de Munster (1995 → 2008)                                                        |
| 14 avril 2008                              | En cours (au 11 juillet 2020) | Norbert Schickel (1955- )    | DVD            | Maire d'Eschbach-au-Val (1989 → )                                                     |

### Compétences

#### Compétences obligatoires
- Aménagement de l'espace (schéma directeur Colmar-Rhin-Vosges, charte intercommunale, zone d'aménagement concertée intercommunale)
- Actions de développement économique (accueil d'entreprises, développement des emplois, tourisme).

#### Compétences optionnelles
- Protection et mise en valeur de l'environnement,
- Politique du logement et du cadre de vie
- Construction et gestion d'équipements culturels et sportifs.

#### Compétences complémentaires
- Organisation des services d'incendie et de secours
- Aménagements des sites hivernaux
- Participation au réseau câblé
- Création d'itinéraires cyclables
- Affaires scolaires et culturelles
- Secteur d'animation sportive
- Acquisition de bâtiments et locaux à usage intercommunal
- Représentation de la communauté dans différents organismes

### Régime fiscal et budget
La communauté de communes est un établissement public de coopération intercommunale à fiscalité propre.
Afin de financer l'exercice de ses compétences, l'intercommunalité perçoit la fiscalité professionnelle unique (FPU) – qui a succédé à la taxe professionnelle unique (TPU) – et assure une péréquation de ressources entre les communes résidentielles et celles dotées de zones d'activité.

## Transports
La communauté de communes est devenue autorité organisatrice de la mobilité (AOM).

### Impact énergétique et climatique

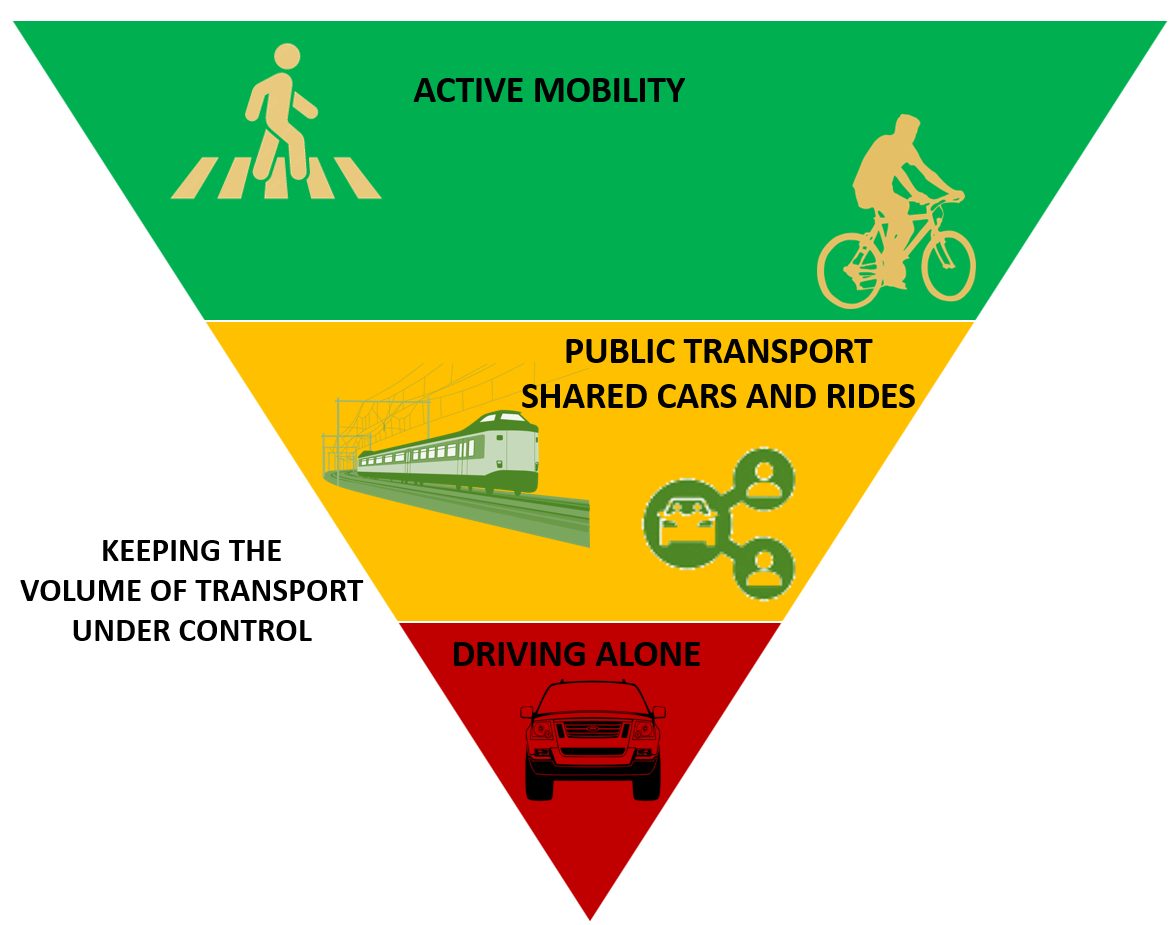
Pyramide de la mobilité, proposée par le projet européen Share North.

| -                              | Transports routiers | Autres transports |
| ------------------------------ | ------------------- | ----------------- |
| Carburant (GWh)                | 64                  | 1                 |
| Électricité (GWh)              | 0                   | 0                 |
| Gaz à effet de serre (ktéqCO2) | 16                  | 0                 |

## Énergie et climat
Dans le cadre du schéma régional d'aménagement, de développement durable et d'égalité des territoires (SRADDET) du Grand Est, ATMO Grand Est tient à jour les statistiques énergétiques  des établissements publics de coopération intercommunale de la collectivité européenne d'Alsace sous forme de diagramme de flux.
L'énergie finale annuelle, consommée en 2020, est exprimée en gigawatts-heures,.
| -                          | GWh |
| -------------------------- | --- |
| Électricité                | 75  |
| Carburants ou combustibles | 256 |
| Chaleur primaire           | 14  |

L'énergie produite en 2020 est également exprimée en gigawatts-heures.
| -                          | GWh |
| -------------------------- | --- |
| Électricité                | 1   |
| Carburants ou combustibles | 214 |
| Chaleur primaire           | 14  |

Les gaz à effet de serre sont exprimés en kilotonnes équivalent CO2.
| -                     | ktéqCO2 |
| --------------------- | ------- |
| Liées à l'énergie     | 46      |
| Non liées à l'énergie | 11      |